# Fujian Benz
Fujian Benz Automotive Co., Ltd. (ранее Fujian Daimler Automotive Co., Ltd.) — компания по производству коммерческих автомобилей, расположенная в Фучжоу.

## История
Компания Fujian Benz была основана в июне 2007 года. Строительство завода началось в октябре 2007 года. Площадь завода составляет 660000 квадратных метров. На строительство завода было потрачено 200 миллионов евро. На заводе работает 2800 человек, мощность завода составляет 40000 автомобилей в год. Инвестиции в общей сложности составили 434600000 евро.
Серийное производство первого автомобиля компании, Mercedes-Benz Viano, началось в апреле 2010 года.
В ноябре 2011 года компания начала выпуск автомобилей Mercedes-Benz Sprinter. В марте 2012 года Fujian Daimler была переименована в Fujian Benz для лучшей узнаваемости бренда Mercedes-Benz.
В марте 2013 года компания Fujian Benz открыла новый центр разработки продукции в Фучжоу, строительство которого обошлось примерно в 500 миллионов юаней.
В марте 2016 года компания Fujian Benz выпустила три модели Mercedes-Benz V-класс (V260, V260 Exclusive и V260L Exclusive).

## Модельный ряд

### Выпускаемые автомобили

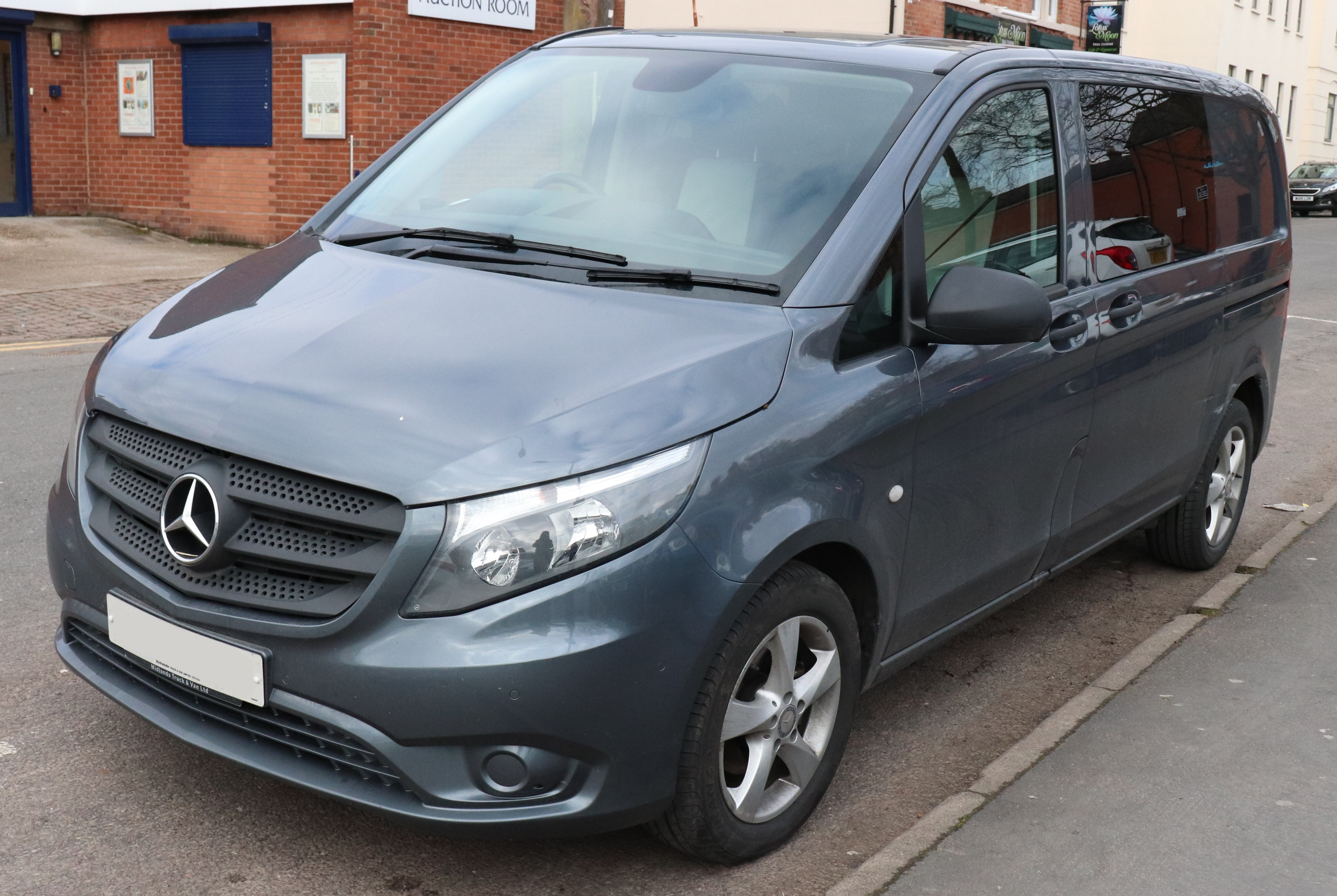
Mercedes-Benz Vito
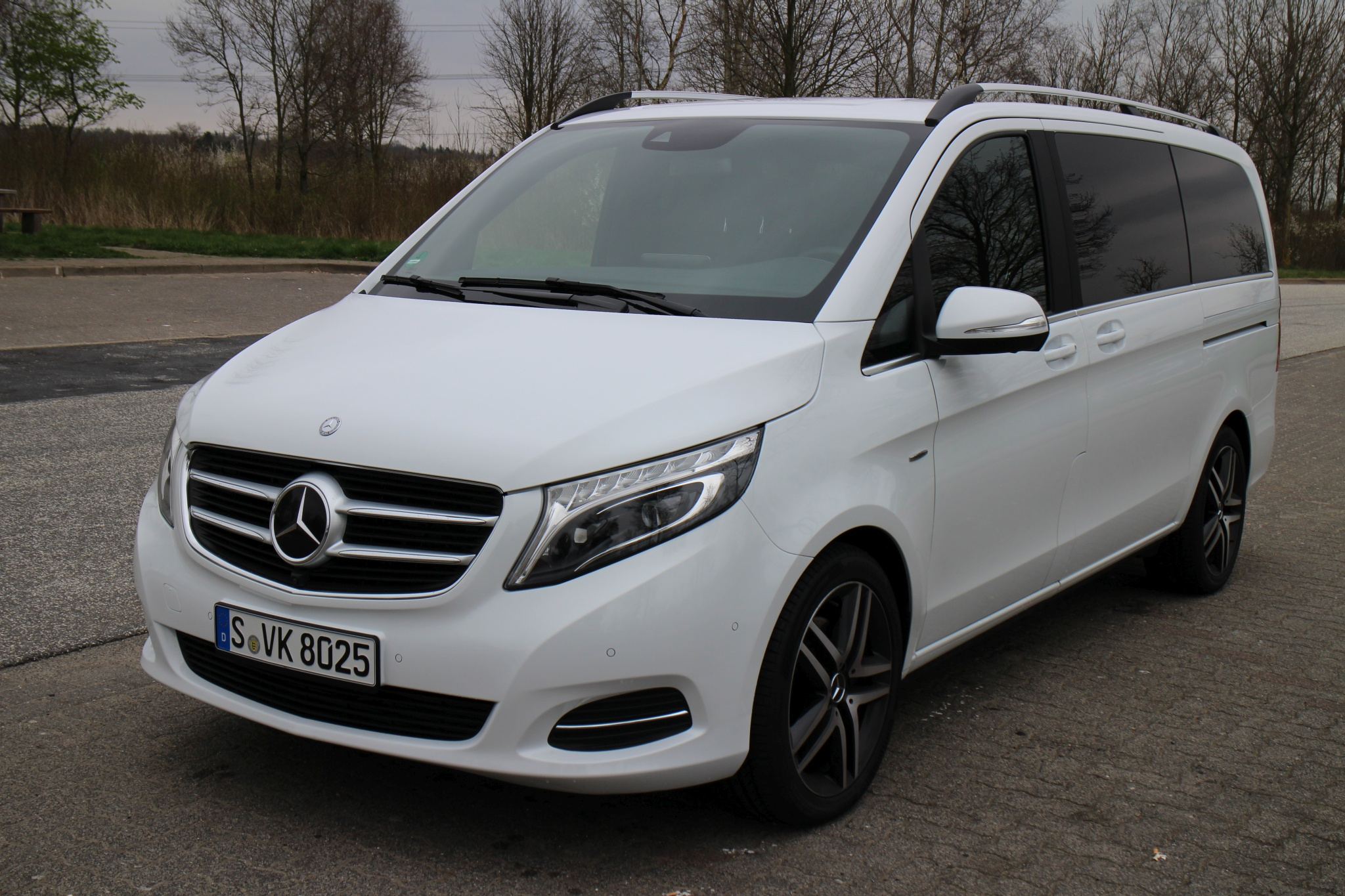
Mercedes Benz V-Klasse
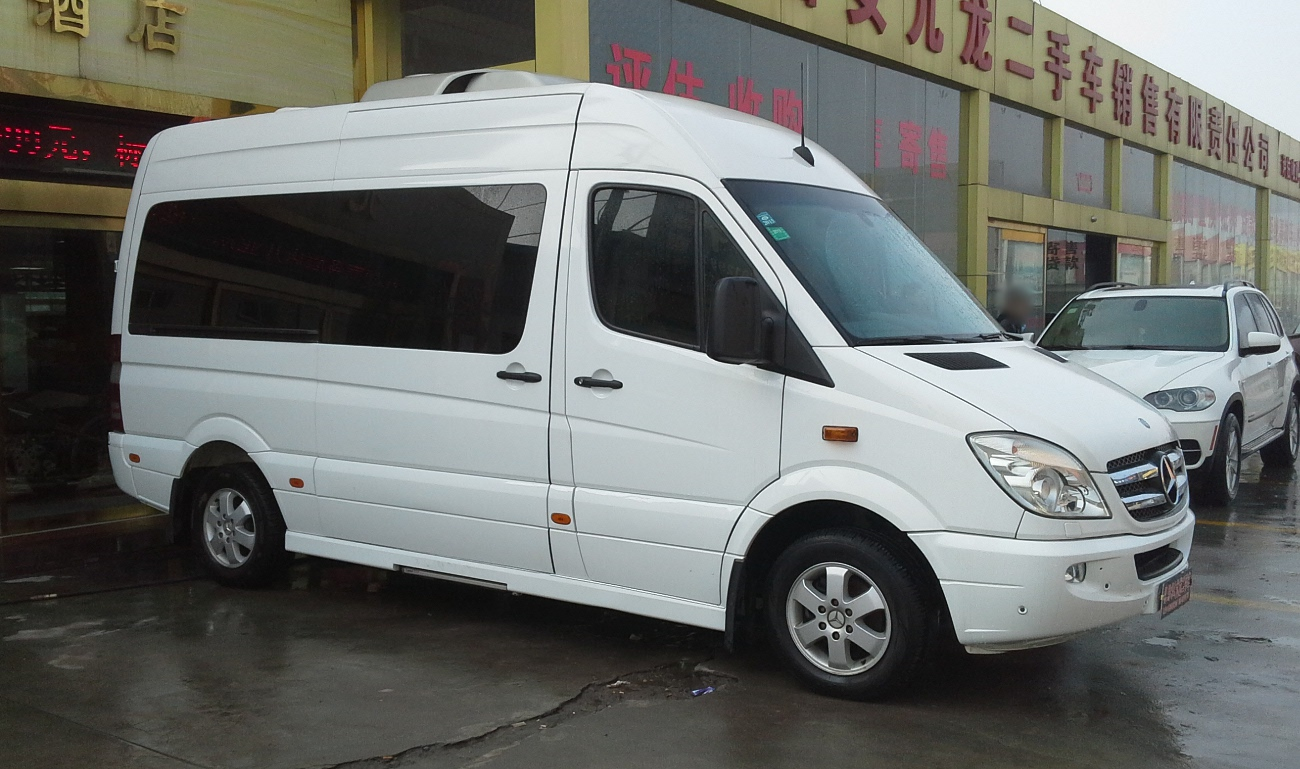
Mercedes-Benz Sprinter

### Модели, снятые с производства

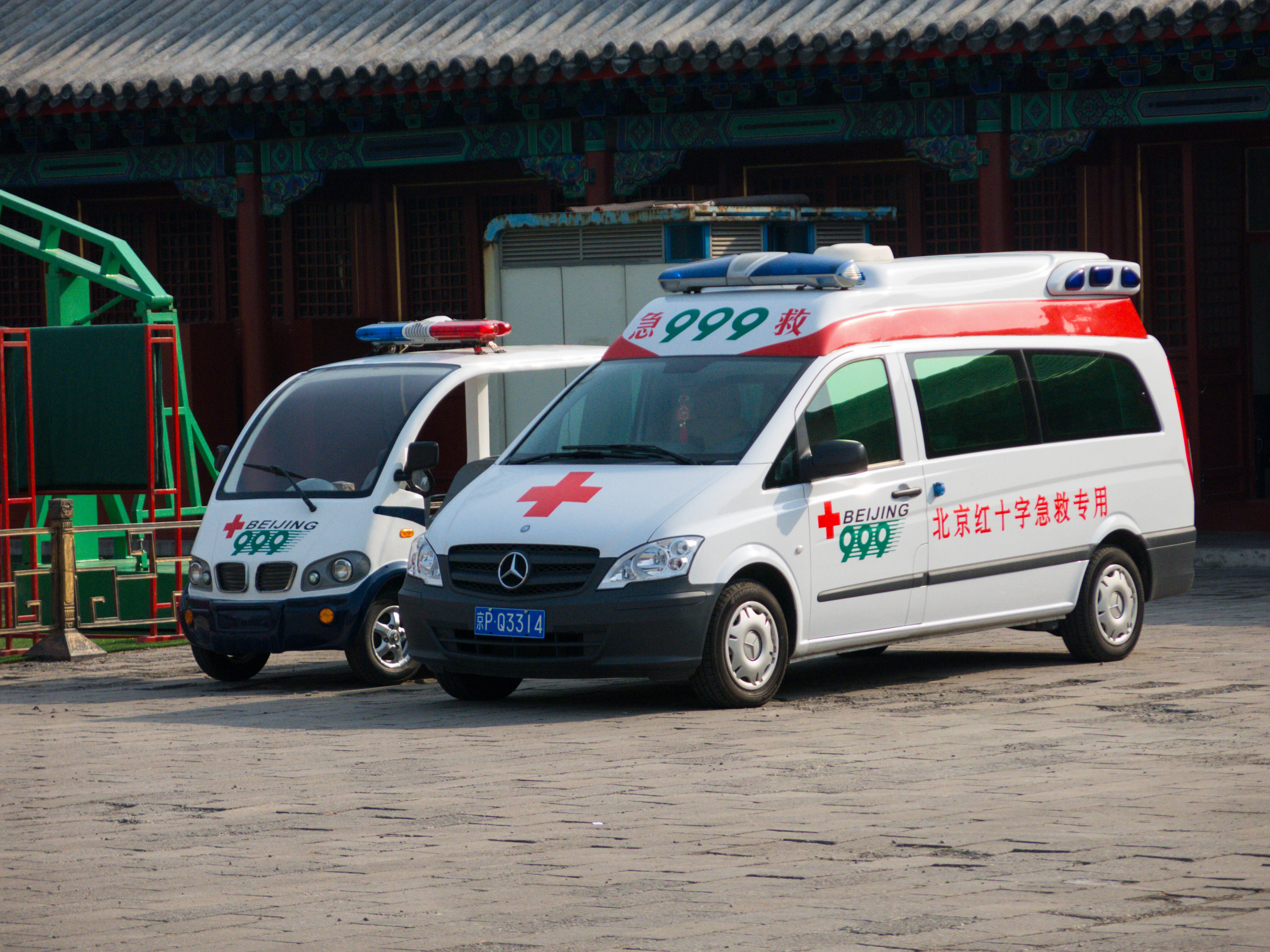
2010—2015 Mercedes-Benz Vito (梅赛德斯-奔驰威霆)
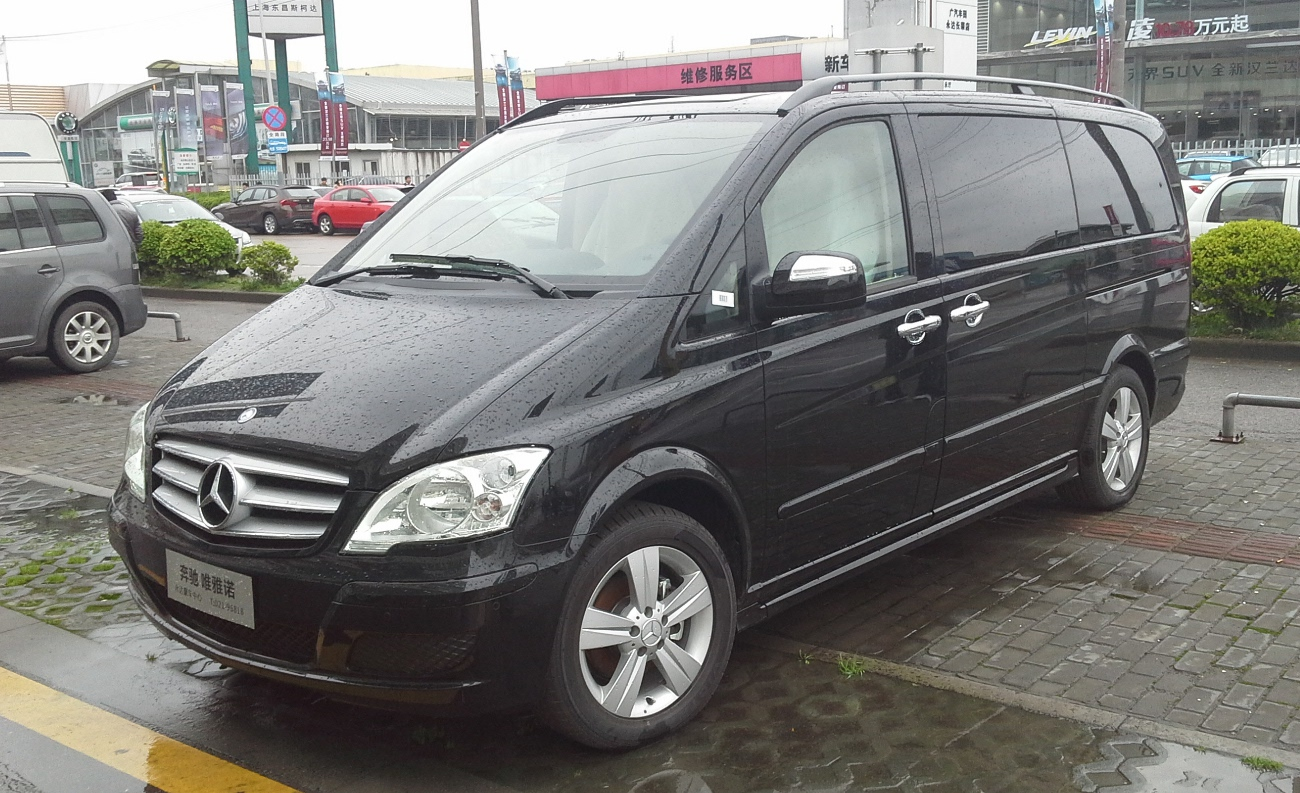
2011—2015 Mercedes-Benz Viano (梅赛德斯-奔驰唯雅诺)